# Guaytalpa
Guaytalpa es una localidad del municipio de Nacajuca ubicado en la subregión centro del estado mexicano de Tabasco.

## Geografía
La localidad de Guaytalpa se sitúa en las coordenadas geográficas 18°12′56″N 93°01′54″O / 18.215556, -93.031667, a una elevación de 1 metro sobre el nivel del mar.

## Demografía
Según el Conteo de Población y Vivienda 2020, efectuado por el Instituto Nacional de Estadística y Geografía, la localidad de Guaytalpa tiene 2,380 habitantes, de los cuales 1,141 son del sexo masculino y 1,239 del sexo femenino. Su tasa de fecundidad es de 2.37 hijos por mujer y tiene 538 viviendas particulares habitadas.
| Gráfica de evolución demográfica de Guaytalpa entre 1900 y 2020 |
|                                                                 |
| INEGI.                                                          |